# 모로하시 사나
모로하시 사나(諸橋 沙夏, 1996년 8월 3일 ~ )는 일본의 아이돌이며 여성 성우 걸 그룹 =LOVE의 멤버이다. 애칭은 ‘사나츤’(さなつん)이다.
후쿠시마현 이와키시 출신이다. 상경 전에는 개인 탤런트 활동 후에 자선을 위한 아이돌 그룹 Baby Tiara을 결성(2014년 2월 ~ )했으며 동일본 대지진 피해를 입은 지역을 위해서 활동을 했다( ~ 2015년 3월).

## 약력
2011년
- 4월 : 야마하 뮤직 퍼블리싱 오디션에서 그랑프리를 수상[1]

2012년
- 4월 : 라토브(이와키역 앞 재개발 빌딩)의 이미지 걸을 맡음과 함께 “ラブラブラトブ / 러브러브 라토브”(FM 이와키)에 출연[2]. 라토브의 이미지 송 〈ラブラブラトブ / 러브러브 라토브〉를 불렀다[3].

2014년
- 4월 20일 : Baby Tiara 히나타 노아(Noa)로 이와키시의 Music&Bar QUEEN에서 데뷔 라이브[4].
- 12월 28일 : 오리지널 곡 〈夢iroまかろん。 / 꿈 색 마카롱.〉 발매.

2015년
- 3월 : 진학을 위해서 Baby Tiara를 졸업[5].

2017년
- 4월 29일 : 오디션 최종 심사가 행해졌으며 13명이 합격(후에 1명 사퇴). 동시에 그룹 이름 ‘=LOVE(이퀄 러브)’가 발표됐다[6].
- 8월 5일 : “TOKYO IDOL FESTIVAL 2017”에서 첫 라이브를 실시했다[7].
- 9월 6일 : SACRA MUSIC에서 메이저 데뷔 싱글 〈=LOVE〉를 발매했다[7].

2018년
- 1월 4일 : 라구나 뮤직 페스(라구나 텐 보스)

2019년
2020년

## 인물
온화하고 밝은 성격이다. =LOVE에서는 가창력이 인정받고 있다.
어렸을 때부터 음악과 춤에 흥미를 가졌으며, 피아노, 플루트, 훌라 댄스, 타히티언 댄스를 익혔다. 춤은 스파 리조트 하와이안즈(이와키시)가 계기이다.
노래로는 메이저 데뷔를 염두로 활동하고 있던 합창단 유닛 ‘성☆소녀합창단’(聖☆少女合唱団)의 리더를 했던 것이 영향이 있었다(활동은 2012년만)..
후쿠시마현 이와키 시립 주오다이미나미 중학교 취주악부에서 플루트를 담당했다. 그 후 후쿠시마현 이와키 시립 다이라다이산 중학교로 전학을 갔다. 전학을 간 곳에서도 취주악부에서 플루투를 담당했다. 후쿠시마 현립 유모토 고등학교로 진학을 했다. 그 후, 대학교 진학도 유급으로 인해서 무대를 물러났다.
2011년 3월 11일, 중학교 졸업식을 마치고 엄마와 함께 외식으로부터 집으로 돌아온 직후인 14시 46분에 동일본 대지진을 피해를 입었다. 후에 신문지면에 게재되어 있던 지진 재해에 의한 고아 및 유아에 눈이 멈추었으며 ‘자신이 할 수 있는 것은 뭐가 있을지’를 모색해서 봉사 그룹인 ‘Baby Tiara’를 결성했다.

## =LOVE로의 참가 노래

### 싱글 CD
| 노래                                                                               | 수록 음반                                      |
| ---------------------------------------------------------------------------------- | ---------------------------------------------- |
| =LOVE                                                                              | =LOVE                                          |
| 記憶のどこかで 기억의 어딘가에서                                                   | =LOVE                                          |
| スタート! 스타트!                                                                  | =LOVE                                          |
| 僕らの制服クリスマス 우리들의 교복 크리스마스                                      | 僕らの制服クリスマス 우리들의 교복 크리스마스  |
| ようこそ！イコラブ沼 오신 걸 환영합니다! 이콜 러브의 늪에                          | 僕らの制服クリスマス 우리들의 교복 크리스마스  |
| 届いてLOVE YOU♡ 닿기를 LOVE YOU♡                                                   | 僕らの制服クリスマス 우리들의 교복 크리스마스  |
| 手遅れcaution 늦은 caution                                                         | 手遅れcaution 늦은 caution                     |
| 『部活中に目が合うなって思ってたんだ』 『동아리 활동 중에 눈이 맞는다고 생각했어』 | 手遅れcaution 늦은 caution                     |
| 樹愛羅、助けに来たぞ 키아라, 도와주러 왔다고                                       | 手遅れcaution 늦은 caution                     |
| Want you! Want you!                                                                | Want you! Want you!                            |
| 今、この船に乗れ! 지금, 이 배에 타라!                                              | Want you! Want you!                            |
| アイカツハッピーエンド 아이카츠 해피엔딩                                           | Want you! Want you!                            |
| 探せ ダイヤモンドリリー 찾아라 다이아몬드 릴리                                     | 探せ ダイヤモンドリリー 찾아라 다이아몬드 릴리 |
| いらない ツインテール 필요없어 트윈테일                                            | 探せ ダイヤモンドリリー 찾아라 다이아몬드 릴리 |
| ズルいよ ズルいね 치사해 치사하네                                                  | ズルいよ ズルいね 치사해 치사하네              |
| Sweetest girl                                                                      | ズルいよ ズルいね 치사해 치사하네              |

## 출연

### TV 애니메이션
| 제목                 | 방송사   | 기간             | 배역 |
| -------------------- | -------- | ---------------- | ---- |
| SNSポリス SNS 폴리스 | TOKYO MX | 2018년 4월 8일 ~ | 리얼 |

### 무대
| 제목 | 배역            |
| --- | --------------- |
| あにてれ×=LOVE ステージプロジェクト「けものフレンズ」 애니테레×=LOVE 스테이지 프로젝트 ‘케모노 프렌즈’ - 기간: 2018년 2월 15일 ~ 18일 (총 6회) - 장소: AiiA Theater Tokyo          | 디아트리마      |
| あにてれ×=LOVE ステージプロジェクト「ガールフレンド（仮）」 애니테레×=LOVE 스테이지 프로젝트 ‘걸프렌드 (베타)’ - 기간: 2018년 7월 16일 ~ 22일 - 장소: 시나가와 프린스 호텔 클럽 eX | 사쿠라이 아카네 |

### 웝 방송
- =LOVE의 멤버로 여러 방송에 출연중이다. 자세하게는 =LOVE#출연의 웹 방송을 참조.

### 게임
| 이름                         | 제작사           | 비고          |
| ---------------------------- | ---------------- | ------------- |
| みんなでカジノ 다같이 카지노 | 주식회사 에이지. | (목소리 출연) |

### 영화
- スターシップ・トゥルーパーズ レッドプラネット / 스타십 트루퍼스 레드 플래닛[13].

### 잡지
- =PRESS 2019 JULY (2019년 6월호, HUSTLE PRESS)

### 내용주
1. ↑  무대에서는 노래가 필요하다고 말하는 무대 경험자 설정이다

### 참조주
1. ↑  “ヤマハタレントオーディション グランプリ受賞、福島が生んだ15歳の美少女がデビュー” [야마하 탤런트 오디션 그랑프리 수상, 후쿠시마가 낳은 15살 미소녀가 데뷔] (일본어). OKMusic. 2011년 10월 17일. 2018년 3월 13일에 확인함.
2. ↑  “ふくしまのハンサムウーマン（２１）　諸橋沙夏さん” [후쿠시마의 핸섬 우먼 (21) 모로하시 사나 씨] (일본어). 福島県ポームページ. 2013년 7월 21일. 2018년 3월 13일에 원본 문서에서 보존된 문서. 2018년 3월 13일에 확인함.
3. ↑  “ラトブイメージソング「ラブラブラトブ（諸橋沙夏）」” [라토브 이미지 송 ‘러브러브 라토브 (모로하시 사나)’] (일본어). 유튜브. 2012년 9월 26일. 2018년 3월 15일에 확인함.
4. ↑  “いわきできょうデビューライブ チャリティーユニット” [이와키에서 오늘 데뷔 라이브 자선 유닛] (일본어). 福島民友（いわき版・相双版）. 2014년 4월 19일.
5. ↑  “「ベイビー・ティアラ」メンバー3人が“卒業”　いわきでライブ” [‘베이비 티아라’ 멤버 3명이 ‘졸업’ 이와키에서 라이브]. 《47NEWS（よんななニュース）》 (일본어) (福島民友新聞). 2015년 2월 4일. 2015년 7월 13일에 원본 문서에서 보존된 문서. 2015년 7월 13일에 확인함.
6. ↑  “指原莉乃：プロデュースしたアイドルユニット「＝LOVE」お披露目　選考時「興奮して鼻血出た」” [사시하라 리노: 프로듀스한 아이돌 유닛 ‘=LOVE’ 공개 전형시 “흥분해서 코피 나왔다”] (일본어). MANTANWEB（まんたんウェブ）. 2017년 4월 29일. 2017년 9월 6일에 확인함.
7. 1 2  “指原初プロデュース「=LOVE」初ステージ 9・6CDデビュー発表” [사시하라 리노 프로듀스 ‘=LOVE’ 첫 스테이지 9 · 6 CD 데뷔 발표]. 《ORICON NEWS》 (일본어) (oricon ME). 2017년 1월 30일. 2017년 9월 6일에 확인함.
8. ↑  “諸橋沙夏（＝LOVE）インタビュー「指原さんから褒められた歌唱力をもっと磨いていきたい！」【アイドルシゴトVol.48】” [모로하시 사나(=LOVE) 인터뷰 ‘사시하라 씨로부터 칭찬받은 가창력을 좀 더 연마하고 싶다!’【아이돌 일  Vol.48】] (일본어). タウンワークマガジン. 2017년 11월 28일. 2018년 3월 15일에 확인함.
9. ↑  “元旦スパリゾートハワイアンズに いってきましたー。 フラダンス、タヒチアンダンスを 習いはじめたきっかけでもある ハワイアンズなつかしかった、、、” [신정 스파 리조트 하와이안즈 다녀왔습니다~. 훌라 댄스, 타히티언 댄스를 배우게 된 계기이기도 한 하와이안즈 그리웠어,,,] (일본어). 諸橋沙夏의 트위터. 2018년 1월 1일. 2018년 3월 15일에 확인함.
10. ↑  “清らかな歌声を　聖☆少女合唱団県内初ミニコンサート” [맑은 가성을 성☆소녀 합창단 현내 첫 미니 콘서트] (일본어). 福島民報. 2012년 10월 28일. 2018년 3월 24일에 원본 문서에서 보존된 문서. 2018년 3월 24일에 확인함.
11. ↑  “「SNSポリス」SNS取り締まる警部役は山里亮太！4月より30分アニメとして放送” [“SNS 폴리스” SNS를 감독하는 경위 역할은 야마사토 료타! 4월부터 30분 애니메이션으로 방송] (일본어). コミックナタリー. 2018년 3월 6일. 2018년 3월 13일에 확인함.
12. ↑  “みんなで遊ぶソーシャルカジノ 「みんなでカジノ」アイドルグループ「＝LOVE 諸橋沙夏さん」のサイン入りCDが当たるキャンペーンを開催！” [다같이 노는 소셜 카지노 ‘다같이 카지노’ 아이돌 그룹 ‘=LOVE 모로하시 사나 씨’의 사인 CD가 담청되는 캠페인을 개최!] (일본어). PRTIMES. 2017년 11월 21일. 2018년 7월 21일에 확인함.
13. ↑  “＝LOVE佐々木＆諸橋、吹き替えオーディション合格に感慨” [=LOVE 사사키＆모로하시, 더빙 오디션 합격에 감개] (일본어). ORICON NEWS. 2018년 2월 10일. 2018년 3월 22일에 확인함.